# 독일 기술박물관
독일 기술박물관(독일어: Deutsches Technikmuseum)은 독일 베를린에 있는 기술 박물관이다. 2003년에는 새로 지은 확장 건물에 해상 및 항공 전시장을 모두 열었다. 이 박물관에는 스펙트럼이라는 과학 센터도 있다.